# Juan Guas
Juan Guas (ok. 1430-1496), hiszpański rzeźbiarz i architekt, pochodzący z Francji. Od 1453 roku świadectwa obecności w Kastylii, gdzie działał przeważnie w Toledo. Pracował również w Andaluzji, w Baezie zbudował Palacio de los Marqueses de Jabalquinto.